# Acacia bakeri
Acacia bakeri — вид квіткових рослин з родини бобових. Ареал: Австралія (Новий Південний Уельс, Квінсленд). Це розлоге дерево заввишки 5–40 метрів. Це найвища з австралійських акацій. Квіти від блідо-жовтого до кремового кольору, цвітуть навесні. Цей вид росте у вологих склерофільних лісах і тропічних лісах.

## Морфологічний опис
Це дерево заввишки від 5 до 40 метрів. Кора від сірого до сірувато-коричневого кольору має дрібні тріщини або іноді гладка. Гілочки червонуваті. Вічнозелені філодії мають еліптичну або широкоеліптичну форму, прямі або злегка вигнуті, 5–10 см × 15 to 50 мм і мають три-чотири помітні жилки. Зазвичай цвіте навесні та дає суцвіття, які з'являються поодиноко на осі китиці. Сферичні квіткові головки мають діаметр від 3 до 5 мм і містять від 15 до 30 квіток від блідо-жовтого до кремового кольору. Стручки 5–6 см × 10–16 мм містять поздовжньо розташоване насіння. Блискуче темно-коричневе насіння сплюснуте, має довгасту або широкоеліптичну форму і довжину від 6 до 10 мм.